# كأس الأبطال الفرنسي 2009
كأس الأبطال الفرنسي 2009 (بالفرنسية: 2009 Trophée des Champions)‏ مباراة جمعت بين جيروندان بوردو و‌غانغون في 25 يوليو 2009 على ملعب مونتريال الأولمبي في مدينة مونتريال، وفاز بها بوردو بنتيجة 2–0.

## وصلات خارجية
- باللغة الفرنسية